# Sân bay Jyväskylä
Sân bay Jyväskylä là sân bay ở Jyväskylän maalaiskunta, Phần Lan (IATA: JYV, ICAO: EFJY). Sân bay này nằm ở trung tâm quận Finnish Lake, cách trung tâm Jyväskylä 20 km về phía bắc. Sân bay này được nâng cấp mùa Thu năm 2004.
Năm 2007, sân bay Jyväskylä phục vụ 139.000 lượt khách.
Học viện Không lực đóng ở sân bay này.

## Các chuyến bay theo lịch trình
- Finnair (Helsinki)
- Finncomm Airlines (Helsinki)